# 七つの文字
『7つの文字』（ななつのもじ）は、1975年10月1日から1976年3月24日までTBS系列局で放送されていたTBS製作のクイズ番組である。積水ハウスの一社提供（提供クレジット表記は「セキスイハウス」）。放送時間は毎週水曜 19:30 - 20:00 （日本標準時）。
発想・連想・注意力がキーポイントとなる、平仮名49文字を使ったメンタルゲームを中心に行っていた。他に歌の披露やヤジウマ解説もあった。
司会の柏村武昭は、中国放送を退社後テレビでは初のレギュラー番組でTBS制作では唯一だった。
この枠は、長らく『みんなで歌おう』などの音楽番組だった。クイズ番組は初めてだったが裏番組の『東芝ファミリーホール特ダネ登場!?』(日本テレビ）、当番組の2週間後に開始した『一休さん』（NETテレビ）にかなわず半年（2クール）で終了した。なお翌3月31日には、期首特番『4月だョ!全員集合』を19:00 - 20:54の枠で放送し『セキスイハウス ファミリーアワー ゆかいな音楽会』と再び音楽番組に戻した。この枠がクイズ番組として定着するのは、2017年4月から7年半続いた『東大王』まで待たなければならなかった。
柏村はその後『クイズ!家族ドレミファ大賞』(『クイズ・ドレミファドン!』の前身、フジテレビ）や『お笑いマンガ道場』（中京テレビ）の司会でも親しまれた。

## セット
中央に7文字×7文字のパネル、得点は左上に男性軍（水色）、右上に女性軍（赤色）がそれぞれデジタルで表示された。また、得点の加減については電卓と同じ表示方法だった。

## 出演

### 司会
- 柏村武昭
- 牧美智子

### 主な解答者
- 笹沢左保
- 千昌夫
- 森昌子
- アン・ルイス
- 中村敦夫
- 風吹ジュン
- 藤村俊二
- 森田健作
- 毒蝮三太夫
- 長谷直美
- 麻丘めぐみ
- ほか

## スタッフ
- 構成：諏訪英一
- 音楽：市川昭介
- 振付：三浦秀一
- 監修：三田悠之